# Xét nghiệm chẩn đoán nhanh

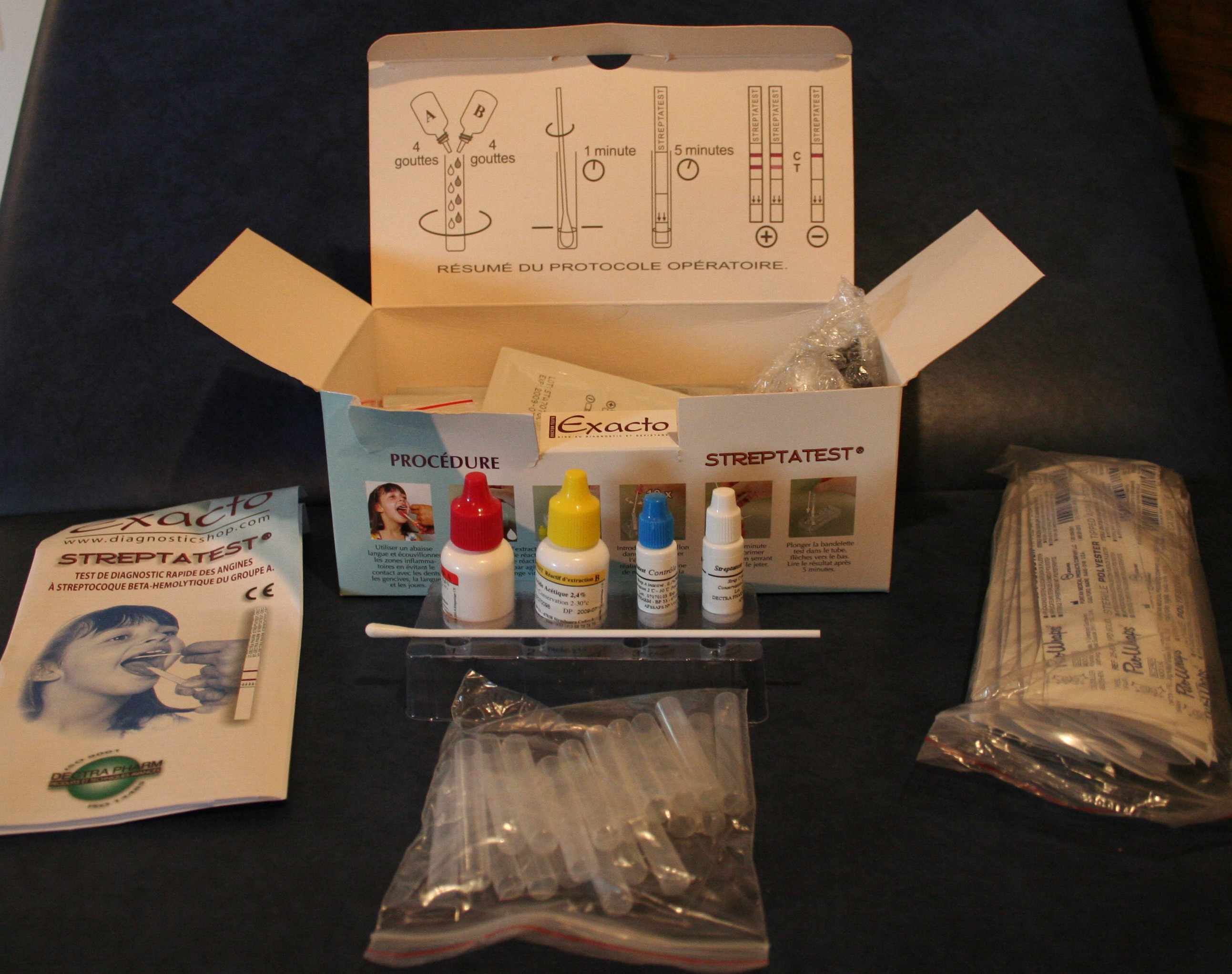
Bộ xét nghiệm viêm họng do liên cầu khuẩn nhanh

Xét nghiệm chẩn đoán nhanh (Rapid diagnostic test - RDT) là một xét nghiệm chẩn đoán với đặc điểm nhanh và dễ thực hiện. RDT phù hợp cho việc sàng lọc y tế sơ bộ hoặc khẩn cấp và sử dụng trong các cơ sở y tế có nguồn lực hạn chế. Chúng cũng cho phép xét nghiệm ngay ở nơi điều trị bệnh nhân tại các cơ sở chăm sóc y tế ban đầu cho các bệnh mà trước đây chỉ có thể đo lường bằng xét nghiệm trong phòng thí nghiệm. Chúng có thể cho kết quả trong vòng hai giờ đồng hồ, thường là khoảng 20 phút.
Liên minh châu Âu định nghĩa xét nghiệm nhanh là các thiết bị y tế chẩn đoán in vitro định tính hoặc bán định tính, được dùng riêng rẽ hoặc dùng theo chuỗi nhỏ, trong đó bao gồm các thao tác thực hiện bằng tay và đã được thiết kế để cho kết quả nhanh.
Xét nghiệm dòng bên có lẽ là loại xét nghiệm chẩn đoán nhanh được biết tới nhiều nhất, tương tự như các loại que thử thai, nhưng cũng xuất hiện ở các hệ thống khác như que nhúng, dòng đứng,... bất cứ thứ gì có thể được sử dụng ngay bên giường điều trị bệnh nhân.

## Ví dụ
Một số ví dụ của RDT được liệt kê bên dưới:
- Các xét nghiệm kháng thể nhanh
  - Xét nghiệm HIV nhanh
  - Phản ứng huyết tương nhanh
- Các xét nghiệm kháng nguyên nhanh
  - Xét nghiệm COVID-19 nhanh
  - Xét nghiệm chẩn đoán cúm nhanh
  - Xét nghiệm phát hiện kháng nguyên sốt rét
  - Xét nghiệm viêm họng do liên cầu khuẩn nhanh
  - Xét nghiệm urease nhanh